# Wenten Rubuntja
Wenten Rubuntja AM (* 1923 in Burt-Creek bei Alice Springs im Northern Territory; † 3. Juli 2005 im Krankenhaus in Alice Springs) war ein Aborigine vom Stamm der Arrernte und ein Maler der sogenannten Hermannsburg School, die mit Landschafts-Aquarellen in den 1930er Jahren auf sich aufmerksam machten. Der bekannteste Vertreter dieser Kunstrichtung war neben Rubuntja Albert Namatjira, mit dessen Vater Old Albert Namatjira er verwandt war. Rubuntja war nicht nur ein Maler, sondern ein Aktivist für die Rechte der Aborigines.

## Leben
Er malte schon als Kind. Während des Zweiten Weltkriegs verdiente sich Rubuntja seinen Lebensunterhalt als Känguru-Jäger für die australische Armee. Danach hatte er mehrere Jobs in Viehzucht-Stationen beispielsweise Viehtreiber und Koch. 
Er war mit Cynthia Perrurle seit Mitte der 1950er Jahre verheiratet. Rubuntja kämpfte für die Landrechte der Aborigines und für den Schutz ihrer zeremoniellen Plätze im Northern Territory. 1976 führte er in einem Marsch von mehr als tausend Aborigines durch Alice Springs um für den Land Rights Act durch die australische Regierung von Malcolm Fraser zu demonstrieren und führte eine Tour durch Australien aus, um weiter Druck auf die Regierung auszuüben. Er war der Vorsitzende der Central Land Council in den Jahren von 1976 bis 1980 und 1985–1988.
Er förderte das Wissen um die Aborigines-Kultur, indem er die junge Generation auch von Nicht-Aborigines die Lebensweise und -rechte, das politische Verständnis, die Ökonomie und den Umgang mit der Natur der Aborigines lehrte. Er war der Meinung, dass die Aborigine und die Nicht-Aborigine einander verstehen müssen: „We can’t fall in the power to the other Law. They can’t change our Law, our side, and we can’t change their side, or we will break our Law again, and they’ll break their law [...] The Dreaming is really all over Australia. We must teach the white fellas.“ (Deutsch: Wir fallen nicht unter die Kraft der Gesetze der anderen. Sie können unser Recht nicht ändern, und wir nicht ihres, oder wir brechen unseres wieder und sie brechen ihr Recht [...] Die Traumzeit ist überall in Australien. Wir müssen den Weißen dies lehren.)
Des Weiteren gründete er zahlreiche Organisation für die Aborigines in Alice Springs in seinen letzten 30 Lebensjahren. Wenige Wochen vor seinen Tod wurde er zum Member des Order of Australia ernannt.

## Werk
Rubuntja, der zunächst mit Wasserfarben und später mit Acrylfarben malte, hatte eine liberale Sichtweise als Maler: „Doesn't matter what sort of painting we do in this country, it still belongs to the people, all the people. This is worship, work, culture. It's all Dreaming. There are two ways of painting. Both ways are important, because that's culture.“ (Deutsch: „Es ist egal welche Art der Malerei wir hier in diesem Land betreiben, sie gehört immer noch zu den Leuten, zu allen Leuten. Es ist Anbetung, Arbeit, Kultur. Es ist alles Traumzeit. Es gibt zwei Arten der Malerei. Beide sind wichtig, weil sie Kultur sind.“) Er malte unter dem Einfluss der Hermannsburg School naturalistisch und wechselte seinen Malstil später zum Dot-Painting.
Seine Werke, die internationale Anerkennung fanden, befinden sich im australischen Parlament House und in weiteren Sammlungen. Seine Autobiographie The Town Grew Up Dancing: The Life and Art of W..... Rubuntja kam 2002 heraus.